# Blue Bird (альбом Джиммі Роджерса)
Blue Bird — студійний альбом американського блюзового музиканта Джиммі Роджерса, випущений у 1994 році лейблом APO.

## Опис
Це передостанній альбом Роджерса, він помре через три роки у віці 73 років. Альбом був випущений на лейблі Analogue Productions Originals. Альбом містить 13 основних композицій і одну джем-сесію. Як і очікувалося, Роджерс перезаписав декілька пісень зі свого раннього репертуару («Walking by Myself», «I Lost a Good Woman»), однак він також представ нові пісні, які раніше не записувалися. Також тут присутні декілька стандартів чиказького блюзу («Big Boss Man», «Rock Me», «Smokestack Lightning»). Тут з Роджерсом грають відомі музиканти: Кері Белл на гармоніці, Джонні Джонсон на фортепіано (відомий тим, що грав з Чаком Беррі упродовж 18 років і саме він визначає звучання платівки), Джиммі Д. Лейн (син Роджерса) на соло-гітарі, Дейв Маєрс на басу і Тед Гарві на ударних (грав з Хаунд-Дог Тейлором).
У 1995 році альбом отримав нагороду W.C. Handy Blues Awards в номінації «Найкращий альбом традиційного блюзу».

## Список композицій
1. «I'm Tired of Crying over You» (Джеймс А. Лейн) — 3:43
2. «Blue Bird» (Джеймс А. Лейн) — 4:45
3. «Walking by Myself» (Джеймс А. Лейн) — 2:28
4. «Rock Me» (Мелвін Джексон, народна) — 4:22
5. «I Lost a Good Woman» (Джеймс А. Лейн) — 4:17
6. «Howlin' for My Darlin'» (Честер Бернетт, Віллі Діксон) — 4:11
7. «Whay Are You So Mean to Me» (Джеймс А. Лейн) — 5:27
8. «Blues Falling» (Джеймс А. Лейн) — 2:22
9. «Lemon Squeezer» (Джеймс А. Лейн) — 3:55
10. «That Ain' It (Baby I Need Your Love)» (Джеймс А. Лейн) — 2:06
11. «Smokestack Lightning» (Честер Бернетт) — 4:24
12. «Blue and Lonesome» (Джеймс А. Лейн) — 4:05
13. «Big Boss Man» (Ел Сміт, Лютер Діксон) — 3:03
14. Джем-сесія: «Jammin' With Johnnie»/«St. Louis Blues» (Джонні Джонсон/В.К. Генді) — 8:15

## Учасники запису
- Джиммі Роджерс — вокал, гітара
- Кері Белл — губна гармоніка
- Джонні Джонсон — фортепіано
- Джиммі Д. Лейн — гітара
- Дейв Маєрс — бас
- Тед Гарві — ударні

Технічний персонал
- Джон Кеніг — продюсер
- Марк Еттель — інженер
- Вільям Клекстон — фотографія і дизайн обкладинки